# Уайли, Джейкоб
Джейкоб Уайли (англ. Jacob Wiley; род. 4 сентября 1994 года, Лонг-Бич, Калифорния, США) — американский профессиональный баскетболист, играющий на позиции тяжёлого форварда.

## Школа и колледж
На уровне колледжей играл за команды «Монтана Гриззлис», «Льюис-Кларк Стэйт Уорриорз», а также «Истерн Вашингтон Иглз». В основном выступал на позиции форварда. В первом сезоне в Монтане редко выходил на площадку, в итоге получал всего 3 минуты в игре, за которые в среднем набирал одно очко. Наибольшее количество очков в мачте (5) набрал в матче против Сиракьюз, который команда проиграла с разгромным счётом 81–34 в рамках турнира NCAA 2013 года. На втором году обучения перешёл в колледж Льюис-Кларк, команда которого выступала в NAIA. На втором году обучения за Льюис-Кларк попал в первую сборную NAIA , а также помог колледжу завоевать первый в своей истории титул чемпиона NAIA. В 2016 году перешёл в Университет Восточного Вашингтона, где попытался получить диплом магистра, а также играть в баскетбол. В сезоне 2016–17 Уайли был признан Баскетболистом года конференции Big Sky с результатом 20,2 очка, 9,2 подбора, 2,8 блок-шота, а также отдавал 2,3 результативных передачи в среднем за матч.

## Профессиональная карьера
Уайли остался незадрафтованным на драфте 2017 года, однако в Летней лиге выступал за команду «Бруклин Нетс». Позднее он подписал контракт с «Бруклин Нетс», который позволяет игроку выступать как за основную команду, так и за клуб Лиги развития «Лонг-Айленд Нетс». 29 октября 2017 года в матче против «Денвер Наггетс» Джейкоб Уайли сыграл свой первый матч за «Бруклин Нетс» в НБА. 15 января 2018 года «Бруклин Нетс» расторг с игроком двухсторонний контракт.

## Статистика

### Статистика в НБА
| Сезон                                                                                    | Команда | Регулярный сезон | Регулярный сезон | Регулярный сезон | Регулярный сезон | Регулярный сезон | Регулярный сезон | Регулярный сезон | Регулярный сезон | Регулярный сезон | Регулярный сезон | Регулярный сезон | Серия плей-офф | Серия плей-офф | Серия плей-офф | Серия плей-офф | Серия плей-офф | Серия плей-офф | Серия плей-офф | Серия плей-офф | Серия плей-офф | Серия плей-офф | Серия плей-офф |
| Сезон                                                                                    | Команда | GP               | GS               | MPG              | FG%              | 3P%              | FT%              | RPG              | APG              | SPG              | BPG              | PPG              | GP             | GS             | MPG            | FG%            | 3P%            | FT%            | RPG            | APG            | SPG            | BPG            | PPG            |
| ---------------------------------------------------------------------------------------- | ------- | ---------------- | ---------------- | ---------------- | ---------------- | ---------------- | ---------------- | ---------------- | ---------------- | ---------------- | ---------------- | ---------------- | -------------- | -------------- | -------------- | -------------- | -------------- | -------------- | -------------- | -------------- | -------------- | -------------- | -------------- |
| 2017/18                                                                                  | Бруклин | 5                | 0                | 6,7              | 25,0             | 50,0             | 50,0             | 2,2              | 0,4              | 0,2              | 0,0              | 0,8              | Не участвовал  | Не участвовал  | Не участвовал  | Не участвовал  | Не участвовал  | Не участвовал  | Не участвовал  | Не участвовал  | Не участвовал  | Не участвовал  | Не участвовал  |
|                                                                                          | Всего   | 5                | 0                | 6,7              | 25,0             | 50,0             | 50,0             | 2,2              | 0,4              | 0,2              | 0,0              | 0,8              | Не участвовал  | Не участвовал  | Не участвовал  | Не участвовал  | Не участвовал  | Не участвовал  | Не участвовал  | Не участвовал  | Не участвовал  | Не участвовал  | Не участвовал  |
| Наведите курсор мыши на аббревиатуры в заголовке таблицы, чтобы прочесть их расшифровку. |         |                  |                  |                  |                  |                  |                  |                  |                  |                  |                  |                  |                |                |                |                |                |                |                |                |                |                |                |

### Статистика в Джи-Лиге
| Сезон                                                                                    | Команда          | Регулярный сезон | Регулярный сезон | Регулярный сезон | Регулярный сезон | Регулярный сезон | Регулярный сезон | Регулярный сезон | Регулярный сезон | Регулярный сезон | Регулярный сезон | Регулярный сезон | Серия плей-офф | Серия плей-офф | Серия плей-офф | Серия плей-офф | Серия плей-офф | Серия плей-офф | Серия плей-офф | Серия плей-офф | Серия плей-офф | Серия плей-офф | Серия плей-офф |
| Сезон                                                                                    | Команда          | GP               | GS               | MPG              | FG%              | 3P%              | FT%              | RPG              | APG              | SPG              | BPG              | PPG              | GP             | GS             | MPG            | FG%            | 3P%            | FT%            | RPG            | APG            | SPG            | BPG            | PPG            |
| ---------------------------------------------------------------------------------------- | ---------------- | ---------------- | ---------------- | ---------------- | ---------------- | ---------------- | ---------------- | ---------------- | ---------------- | ---------------- | ---------------- | ---------------- | -------------- | -------------- | -------------- | -------------- | -------------- | -------------- | -------------- | -------------- | -------------- | -------------- | -------------- |
| 2017/18                                                                                  | Лонг-Айленд Нетс | 16               | 6                | 20,6             | 46,3             | 37,1             | 75,0             | 3,6              | 1,1              | 0,3              | 0,4              | 7,6              | Не участвовал  | Не участвовал  | Не участвовал  | Не участвовал  | Не участвовал  | Не участвовал  | Не участвовал  | Не участвовал  | Не участвовал  | Не участвовал  | Не участвовал  |
|                                                                                          | Всего            | 16               | 6                | 20,6             | 46,3             | 37,1             | 75,0             | 3,6              | 1,1              | 0,3              | 0,4              | 7,6              | Не участвовал  | Не участвовал  | Не участвовал  | Не участвовал  | Не участвовал  | Не участвовал  | Не участвовал  | Не участвовал  | Не участвовал  | Не участвовал  | Не участвовал  |
| Наведите курсор мыши на аббревиатуры в заголовке таблицы, чтобы прочесть их расшифровку. |                  |                  |                  |                  |                  |                  |                  |                  |                  |                  |                  |                  |                |                |                |                |                |                |                |                |                |                |                |

### Статистика в NCAA
| Сезон | Команда          | Conf    | Class | GP | GS | MPG  | FG%  | 3P%  | FT%  | RPG | APG | SPG | BPG | PPG  |
| --- | ---------------- | ------- | ----- | -- | -- | ---- | ---- | ---- | ---- | --- | --- | --- | --- | ---- |
| 2012/13 | Монтана          | Big Sky | FR    | 20 | 0  | 3,0  | 50,0 | 0,0  | 75,0 | 0,6 | 0,0 | 0,0 | 0,1 | 1,0  |
| 2016/17 | Истерн Вашингтон | Big Sky | SR    | 34 | 34 | 34,3 | 64,3 | 71,4 | 82,8 | 9,1 | 2,4 | 0,8 | 2,8 | 20,4 |
| Всего | Всего            | Всего   | Всего | 54 | 34 | 22,7 | 63,8 | 62,5 | 82,7 | 5,9 | 1,5 | 0,5 | 1,8 | 13,2 |
| Наведите курсор мыши на аббревиатуры в заголовке таблицы, чтобы прочесть их расшифровку Статистика приведена с сайта sports-reference.com |                  |         |       |    |    |      |      |      |      |     |     |     |     |      |